# Joaillerie au Sri Lanka

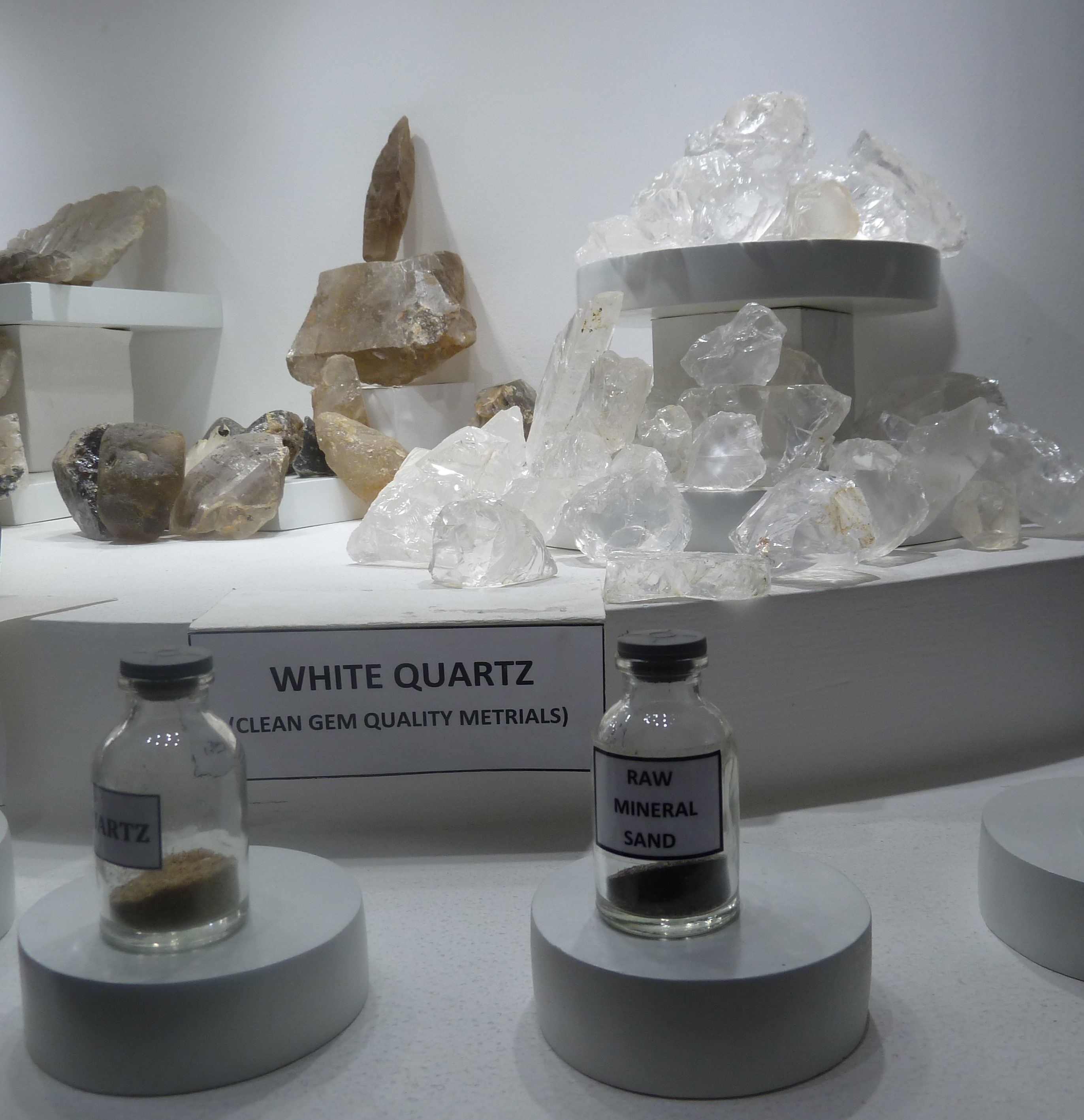
Isini Jewellerie quartz blanc

Tout au long de son histoire, le Sri Lanka a été reconnu pour être une terre riche en gemmes. La reine de Saba aurait reçu, du roi Salomon, un grand rubis en provenance de Ceylan. Marco Polo a écrit que du sous-sol de Ceylan de magnifiques gemmes notamment des saphirs bleus seraient extraits. D'autres pierres précieuses et quartz, comme le rubis rouge, l'œil de tigre, les alexandrites, les tourmalines, les zircons, les grenats, l’améthyste et la topaze, font la réputation de l'île.

## Gisement de Ratnapura
Ratnapura, qui se traduit par « la ville des pierres précieuses » en sri lankais est le site le plus exploité. La ville, capitale de la Province de Sabaragamuwa se situe à 100 km au sud-est de Colombo dans les collines verdoyantes du sud-ouest .

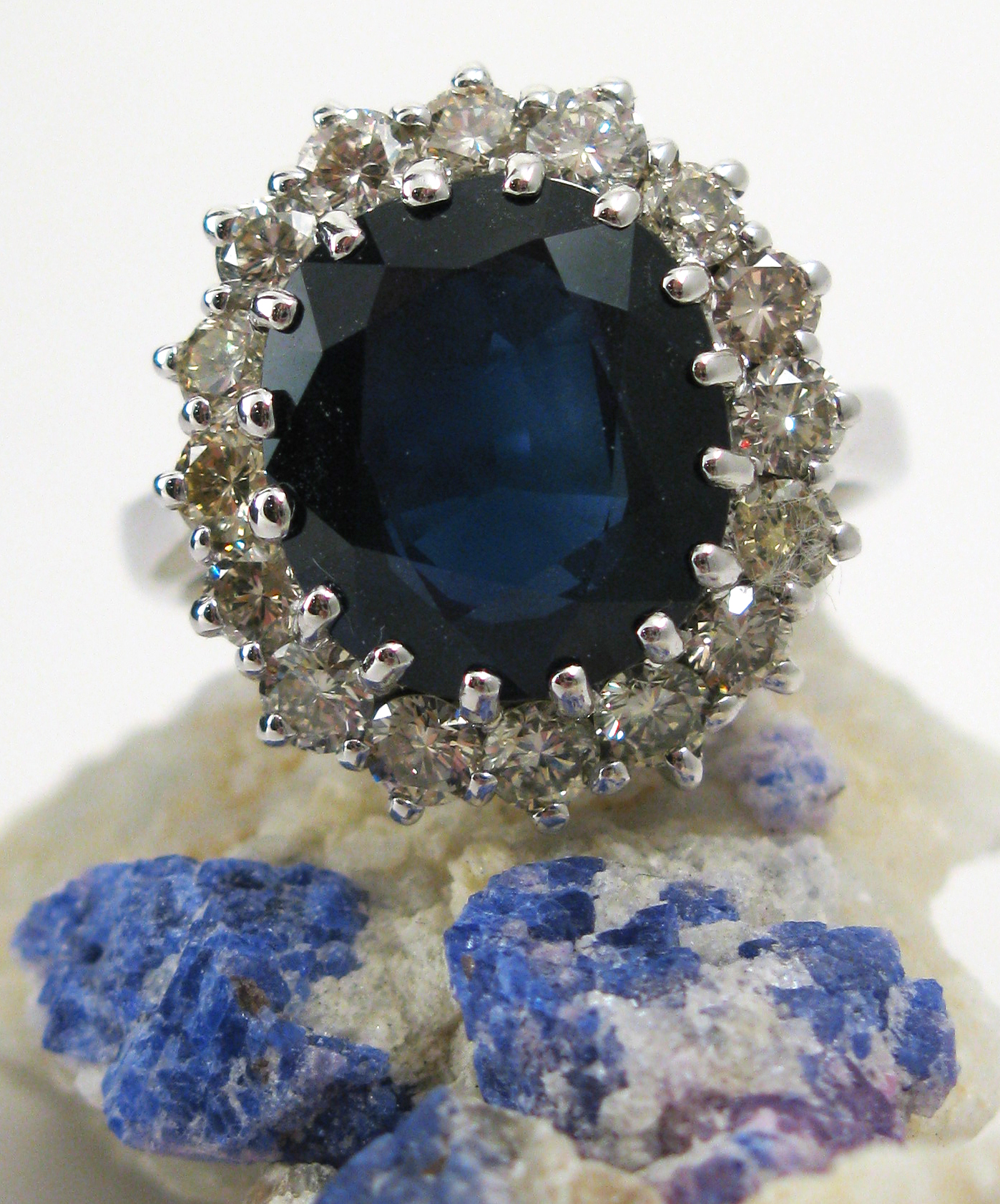
Une réplique de la bague de fiançailles de Lady Diana Spencer

- C'est dans cette ville que fut extrait la plus grosse pierre jamais trouvée à Ratnapura "le Géant bleu d’Orient" qui fait près de 466 carats. Néanmoins, celle dont les Sri Lankais sont les plus fiers, est le « Ray of Treasure » qui est précieusement gardé au Sri Lanka[2].
- C'est dans cette ville que l'un des plus beaux saphirs au monde fut acheté, par la famille royale d'Angleterre. Il fut utilisé pour être serti dans la bague que portait Lady Di, le jour de son mariage avec le Prince Charles. Cette célèbre pierre était, également au doigt de la princesse Kate Middelton, quand la télévision annonça son union avec le Prince William.

## Exploitation

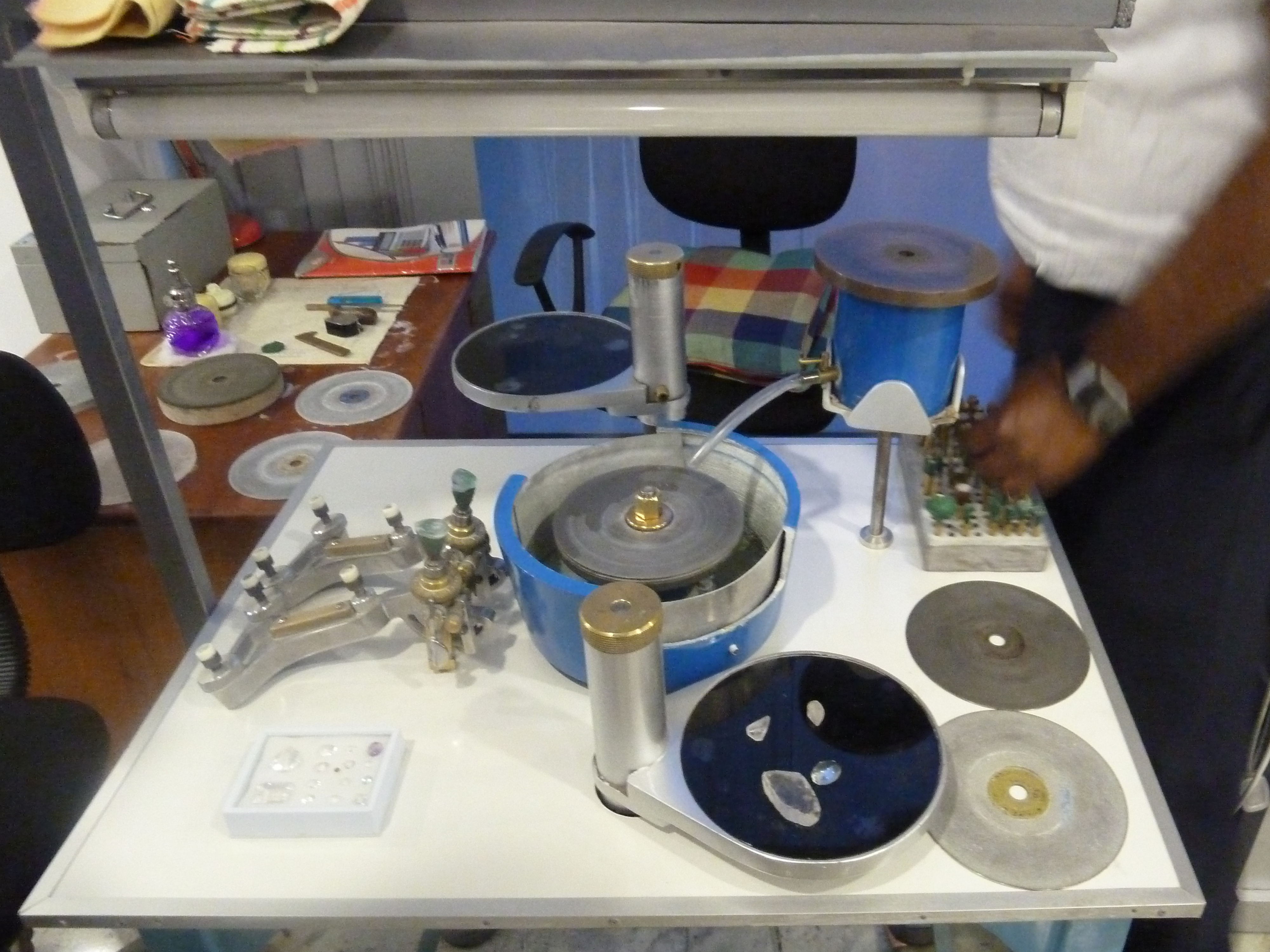
Isini Jewellerie (4)

L' industrie artisanale des pierres précieuses et des bijoux sertis en or, en or blanc ou en platine est florissante sur l'île. Sous le délai de cinq jours, à la demande du client, des ateliers peuvent créer une parure originale au design unique et de haute qualité. Les productions sont écoulées, dans les magasins des bijouteries implantées dans les villes de Colombo, Galle (Sri Lanka), Kandy et Ratnapura.

## Contrôle du marché
Le  contrôle des marchés est effectué par l'Autorité Nationale des Pierres précieuses et des Bijoux (the National Gem and Jewellery Authority). qui a un centre d’information situé à Colombo.